# Klasyka Polskiej Historiografii
Klasyka Polskiej Historiografii – seria książek historycznych wydawana przez Wydawnictwo Naukowe PWN od 2006 do 2010 roku. 
Seria w założeniu miała być kontynuacją wcześniejszej serii Klasycy Historiografii Polskiej. 

## Książki wydane w ramach serii
- Marian Małowist, Wschód a Zachód Europy w XIII–XVI wieku: konfrontacja struktur społeczno-gospodarczych, przedmowa Henryk Samsonowicz, Warszawa 2006.
- Ludwik Bazylow, Ostatnie lata Rosji carskiej: rządy Stołypina, Warszawa 2008.
- Tadeusz Manteuffel, Narodziny herezji, Warszawa 2008.
- Stefan Kieniewicz, Powstanie styczniowe, red. Maria Skowronek, Warszawa 2009.
- Marian Henryk Serejski, Europa a rozbiory Polski: studium historiograficzne, Warszawa 2009.
- Aleksander Gieysztor, Zarys dziejów pisma łacińskiego, red. Jadwiga Gniazdowska, Warszawa 2009.
- Henryk Wereszycki, Sojusz trzech cesarzy: geneza 1866–1872, Warszawa 2010.
- Henryk Wereszycki, Sojusz trzech cesarzy: walka o pokój europejski 1872–1878, Warszawa 2010.
- Henryk Wereszycki, Koniec sojuszu trzech cesarzy, Warszawa 2010.
- Marceli Handelsman, Średniowiecze polskie i powszechne: wybór pism, oprac. i posł. opatrzył Aleksander Gieysztor, Warszawa 2010.